# Анархо-фемінізм

Чорно-фіолетовий прапор анархо-фемінізму

Символіка анархо-фемінізму

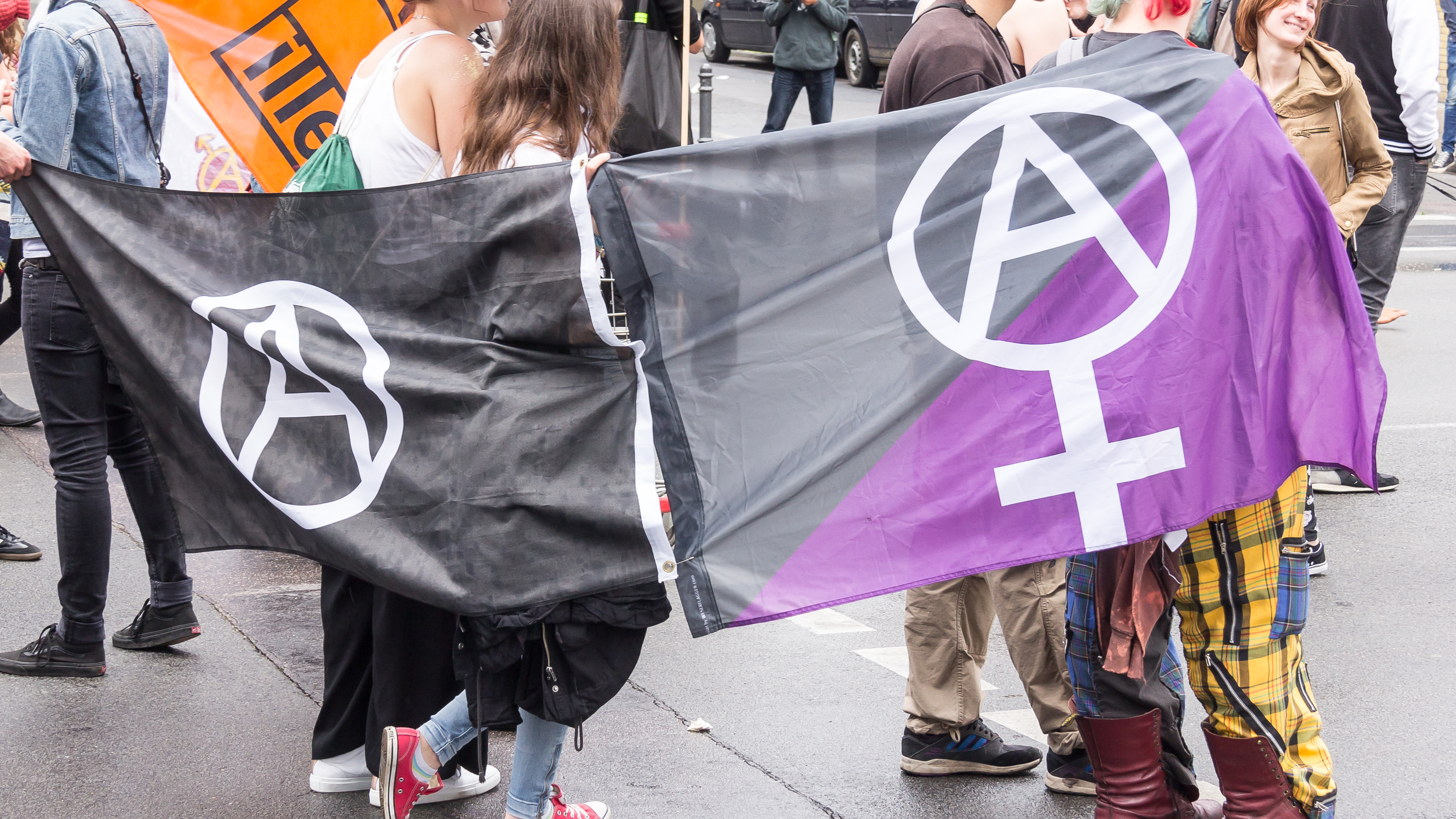
Анархофеміністки на Кельнському прайді, 2016

Анархо-фемінізм (анархічний фемінізм) — рух та ідеологія, що поєднують анархізм і фемінізм. Він розглядає патріархат як один з проявів ієрархії, а тому й головну проблему суспільства. Анархо-феміністки вважають боротьбу проти патріархату важливою складовою класової боротьби та анархістської боротьби проти держави й капіталізму. Ця філософія бачить анархістську боротьбу як необхідний компонент феміністичної, й навпаки. За словами Сьюзен Браун: «Оскільки анархізм — політична філософія, що протиставляє себе всім владним відношенням, він, по суті своїй, є феміністським». В США в основному поширені індивідуалістичні форми анархо-фемінізму, в той час як в Європі більше акцентують на колективізмі.

## Історія та сучасність
Анархофеміністська теорія виросла з робіт таких анархофеміністок початку XX століття, як Емма Гольдман, Вольтарін де Клер та Люсі Парсонс. Піонерка фемінізму Мері Волстонкрафт мала протоанархістські погляди, а її чоловіка Вільяма Ґодвіна часто вважають передвісником анархізму й анархофемінізму. В часи громадянської війни в Іспанії для захисту анархістських і феміністичних ідей самоорганізувалась анархічна та феміністична група «Mujeres Libres» («Вільні Жінки»).
Анархофемінізм критикує погляди багатьох теоретиків традиційного анархізму (включно з П'єром-Жозефом Прудоном та Михайлом Бакуніним), оскільки вони часто розглядали патріархат як незначну, другорядну щодо капіталізму проблему, яка зникне разом з ним. Дехто з анархістів навіть підтримував патріархальні стосунки. Прудон, наприклад, розглядав родину як базовий елемент суспільства та його моральності і вважав, що жінки несуть відповідальність за виконання традиційної ролі в родині.
Важлива сторона анархофемінізму — критика традиційних концепцій родини, освіти та гендерних ролей. Інститут шлюбу критикується найбільше. Вольтарін Де Клер стверджувала, що шлюб пригнічує індивідуальний розвиток, а Емма Гольдман — що це, в першу чергу, економічний договір, за який жінка розплачується своїм ім'ям, самоповагою і самим життям. Анархофемінізм також виступає за неієрархічну структуру сім'ї та освіти. Він зіграв помітну роль у створенні Сучасних шкіл (Modern Schools) в Нью-Йорку, що базувалися на ідеях лібертарної педагогіки Франциско Феррера (Francesc Ferrer i Guàrdia).
В англомовних анархофеміністичних колах США виник термін «manarchist» (man — чоловік, та anarchist) на позначення анархістів-чоловіків, вільних від клопотів феміністичної боротьби, відкритих антифеміністів чи котрі поводять себе патріархально та мізогінно. Термін було розповсюджено в 2001 році анкетою «А Ви — manarchist?».
Анархофеміністки розвинених країн є далекими від проблем феміністок країн третього світу. Особливо скрутне становище анархофеміністок на Близькому Сході.
Сучасний анархофемінізм сильно впливає на екофемінізм. «Екофеміністки правильно відзначають, що, за винятком анархофеміністок, жоден феміністичний напрям не усвідомив важливість подолання бар'єру між природою та цивілізацією».
Сучасні анархофеміністичні спілки: болівійські «Мухерес Креандо» (Mujeres Creando); Радикальні Чирлідерки (Radical Cheerleaders), щорічна конференція «Ла Рівольта!» (La Rivolta!) в Бостоні.
Анархофеміністкам років Громадянської війни в Іспанії присвячено фільм «Анархістки».

### Англійською мовою
1. Anarcha-Communist Gender news [Архівовано 24 лютого 2021 у Wayback Machine.]
2. Anarcha-Feminism (Infoshop.org)
3. Modern anarchist writings by women [Архівовано 25 лютого 2021 у Wayback Machine.]
4. Sex, Race and Class by Selma James
5. Quiet Rumours: an Anarcha-Feminist Reader by Dark Star Collective